# Diviziune armonică

Un exemplu de diviziune armonică: CA/CB=DA/DB=2

D e conjugatul armonic al C față de A și B.
A, D, B, C formează un interval armonic.

În geometrie, punctele A, B, C, D formează o diviziune armonică dacă, spre exemplu, C și D sunt distanțate proporțional în raport cu capetele segmentului [AB]:
{\displaystyle {}^{{\frac {\overline {CA}}{\overline {CB}}}=-{\frac {\overline {DA}}{\overline {DB}}}}}
Acest concept este foarte important în geometria proiectivă, fiind un caz particular al raportului anarmonic și anume când valoarea acestuia este −1.